# Marion Ricordeau
Marion Ricordeau est une golfeuse française née le 21 août 1986.
Professionnelle de 2011 à 2018, elle a gagné un tournoi sur LET Access Series en 2012 et joué une saison sur le PGA Tour en 2016.

## Biographie
Originaire de Laon en Picardie, Marion Ricordeau est née le 21 août 1986. Elle découvre le golf à 12 ans sur le parcours de l'Ailette, à Cerny-en-Laonnois et s'y met sérieusement à partir de 17 ans.
En juin 2008, alors qu'elle s'entraine au pôle France basé au Creps de Toulouse, elle devient championne de France universitaire. Trois mois plus tard, elle est sacrée championne du monde universitaire à Sun City, en Afrique du Sud, devançant l'Américaine Katie Tewell et la Suissesse Caroline Rominger.
Ricordeau passe professionnelle en 2011 sur le Ladies European Tour, mais ne parvient pas à conserver sa carte à l'issue de la saison. Passée sur les LET Access Series en 2012, elle gagne le tournoi inaugural (en) et termine deuxième de l'ordre du mérite, ce qui lui permet de retrouver le LET. De 2013 à 2016, elle parvient à terminer dans le top 100 du LET, finissant au mieux 22e en 2014 grâce à une deuxième place au Xiamen Open (en).
Fin 2015, elle gagne un droit de jeu sur le circuit américain en finissant 26e ex-æquo du tournoi de qualification ; ses résultats en 2016 (4 cuts en 14 tournoi, 143e du classement) ne lui permettent cependant pas de conserver sa carte à l'issue de la saison.
Elle joue alors le Symetra Tour, finissant 31e en 2017 (avec une deuxième place au PHC Classic (en)) et 95e en 2018. Déçue dès 2017 par le niveau et l'ambiance de la deuxième division américaine comme par ses résultats, elle n'obtient pas non plus de bons résultats sur le LET, et décide de mettre fin à sa carrière l'issue de l'Open de France Féminin 2018, qu'elle termine en quinzième position après avoir occupé la deuxième place le vendredi.
À l'issue de sa carrière, elle redevient amateure tout en travaillant dans l'hôtellerie avant de devenir en juillet 2020 assistante de direction du golf de la ville, que son mari et ancien caddy Iñigo Ceballos dirige depuis mars 2019,.

## Palmarès

### Amateur
- 2008 : championnat de France universitaire[2]
- 2008 : championnat du monde universitaire[2]
- 2009 : championnat de France dames

### Professionnel
- 2012 : Terre Blanche Ladies Open (LET Access Series)[2]
- 2014 : Grand Prix Schweppes PGA France[6]
- 2015 : 
  - Renault Ladies Pro-Am (Australian Ladies Professional Golf Tour)[7]
  - Grand Prix Schweppes PGA France[6]